# Jagienki
Jagienki [jaˈɡʲɛnki] là một ngôi làng thuộc khu hành chính của Gmina Wolin, thuộc quận Kamień, West Pomeranian Voivodeship, ở phía tây bắc Ba Lan. Nó nằm khoảng 7 kilômét (4 mi) phía tây bắc của Wolin, 19 km (12 mi) phía tây nam Kamie Kam Pomorski và 52 km (32 mi) phía bắc thủ đô khu vực Szczecin.
Làng có dân số 30 người.